# Fissione gemellare
La fissione gemellare o embryo splitting è una delle due tecniche di clonazione (l'altra è il trasferimento nucleare) oggi in uso in genetica. Secondo tale metodo entro 14 giorni dalla fecondazione le cellule dell'embrione vengono divise così da ottenere due o più embrioni identici. È importante quindi che l'operazione venga eseguita quando l'embrione è ancora agli stadi iniziali, in particolare allo stato di blastocisti, in quanto le cellule embrionali in questo momento dello sviluppo sono totipotenti.